# Karabinek wz. 97
Karabinek wz. 1997 (BOŻ-97) – polski, studyjny model karabinu automatycznego.
Pod koniec lat 90. na polskich uczelniach wojskowych rozpoczęto prace nad bronią w układzie bullpup.
W 1997 roku w Zakładzie Konstrukcji i Eksploatacji Broni Palnej Instytutu Techniki i Uzbrojenia WAT powstał studyjny model karabinu szturmowego w układzie bullpup. W ramach pracy dyplomowej Jacek Bożejko przebudował karabin szturmowy AKM z układu klasycznego na bullpup.
Zmiany obejmowały przesunięcie mechanizmu spustowego przed magazynek i wyposażenie zakończenia komory zamkowej w krótki trzewik. Dokonano także drobnych modyfikacji lufy (dodano wielofunkcyjne urządzenie wylotowe), komory zamkowej, nakładki na rurę gazową oraz zatrzasku komory zamkowej. Karabin wz. 97 był wyposażony w stały celownik optyczny umieszczony wewnątrz chwytu do przenoszenia broni. Dodatkowo wewnątrz przedniej części nakładki rury gazowej znajdowało się miejsce na laserowy wskaźnik celu (ostatecznie nie zainstalowany).
Model był testowany praktycznie. Próby wykazały, że dzięki umieszczeniu punktu podparcia kolby na przedłużeniu osi przewodu lufy znacząco zmniejszył się rozrzut przy strzelaniu seriami.
Karabinek wz. 1997 nie był produkowany seryjnie.

## Opis konstrukcji
Karabinek wz. 1997 był indywidualną bronią samoczynno-samopowtarzalną. Zasada działania oparta na wykorzystaniu energii gazów prochowych odprowadzanych przez boczny otwór lufy. Ryglowanie przez obrót zamka w lewo (dwa rygle). Mechanizm spustowy umożliwia strzelanie ogniem pojedynczym i seriami. Przełącznik rodzaju ognia po prawej stronach kolby pełniący także funkcję bezpiecznika (identyczny jak w karabinie AK). Zasilanie z dwurzędowych magazynków łukowych o pojemności 30 naboi (wymiennych z magazynkami kb AK). Celownik optyczny. Lufa zakończona wielofunkcyjnym urządzeniem wylotowym.